# Komitat Máramaros
Das Komitat Máramaros (deutsch auch Komitat Maramuresch oder Marmarosch; ungarisch Máramaros vármegye oder älter Mármaros, lateinisch comitatus Maramarosiensis) war eine Verwaltungseinheit im Nordosten des Königreichs Ungarn. Verwaltungssitz war Máramarossziget.
Heute liegt der nördliche Teil in der westlichen Ukraine (in der Oblast Transkarpatien) und der südliche Teil im nordwestlichen Rumänien (im Kreis Maramureș).

## Lage

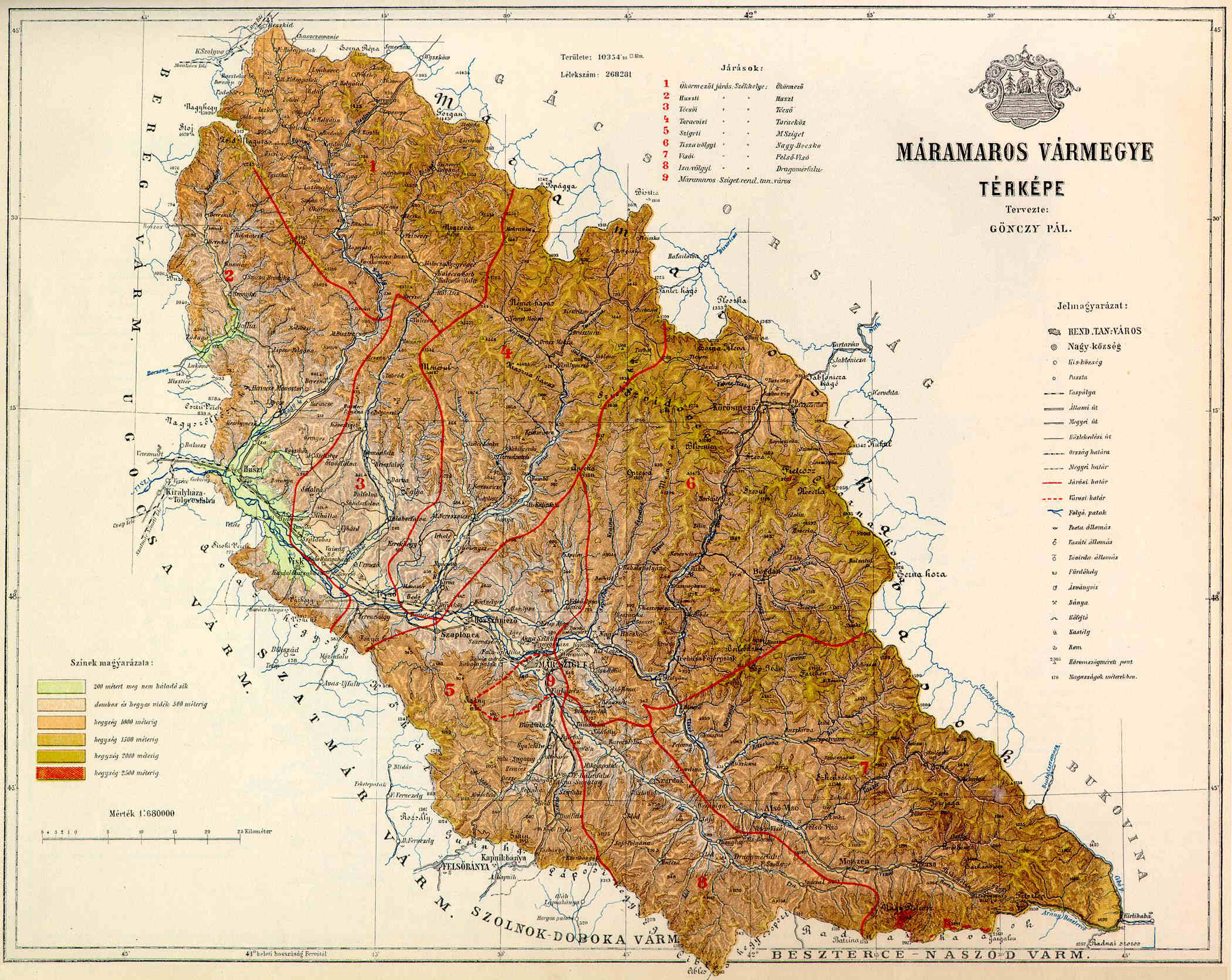
Karte des Komitats Máramaros um 1890

Das Komitat grenzte im Norden und Nordosten an das österreichische Königreich Galizien (bzw. bis 1772 an Polen), auf einem kleinen Stück im Osten an das österreichische Kronland Bukowina, im östlichen Süden an das Komitat Bistritz-Naszod (Beszterce-Naszód), im Süden an das Komitat Szolnok-Doboka, im Südwesten an das Komitat Szatmár und an das kleine Komitat Ugocsa sowie im Westen an das Komitat Bereg.
Es lag zwischen dem Gebirgszug der Karpaten im Norden und zu beiden Seiten der Theiß und hatte 1910 357.705 Einwohner auf einer Fläche von 9.716 km².

## Bezirksunterteilung

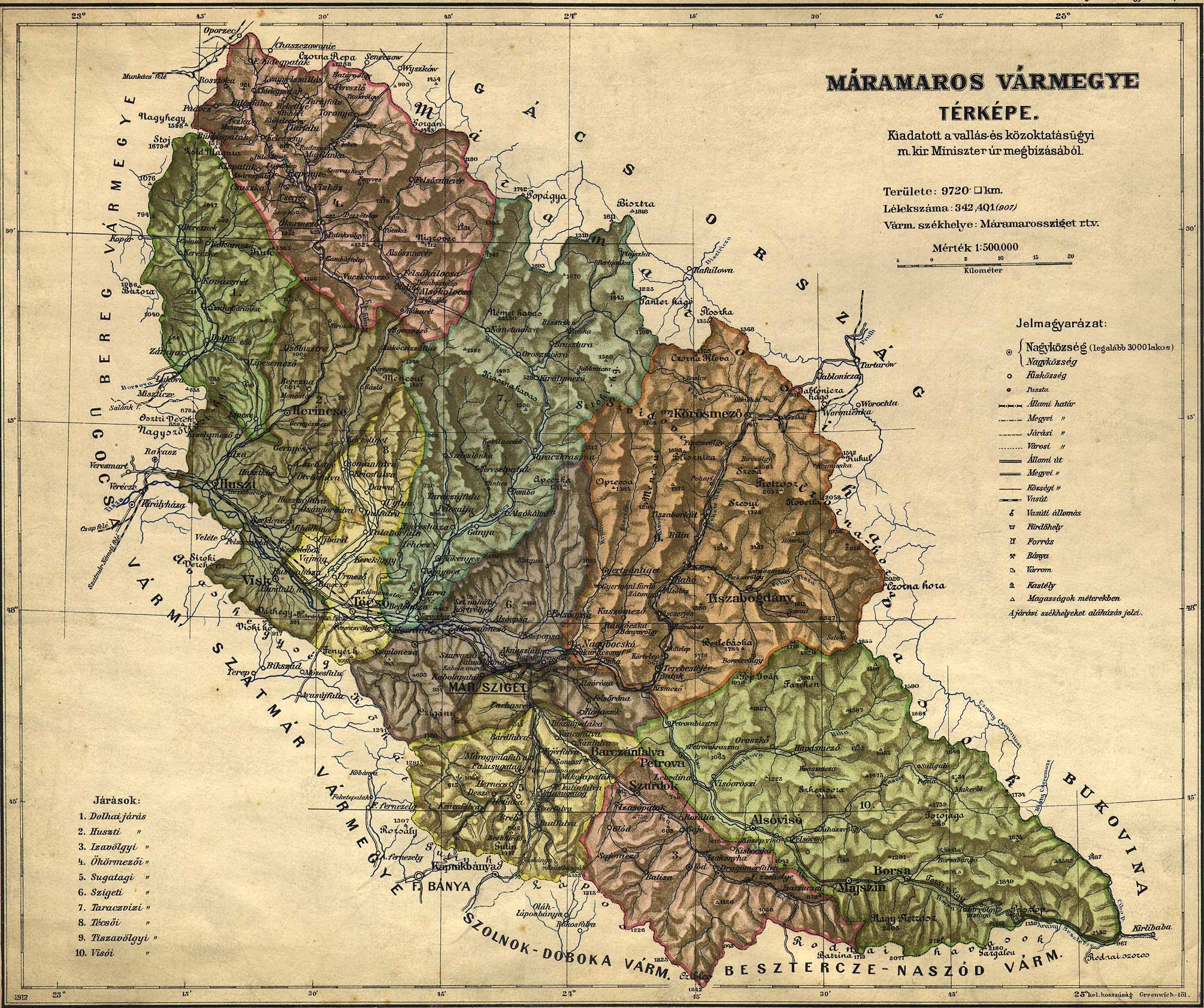
Administrative Karte

Im frühen 20. Jahrhundert bestand folgende Verwaltungseinteilung:
| Stuhlbezirke (járások)                   | Stuhlbezirke (járások)                   |
| Stuhlbezirk                              | Verwaltungssitz                          |
| ---------------------------------------- | ---------------------------------------- |
| Dolha                                    | Dolha, heute Довге/Dowhe                 |
| Huszt                                    | Huszt, heute Хуст/Chust                  |
| Izavölgy („Izatal“)                      | Dragomérfalva, heute Dragomirești        |
| Ökörmező                                 | Ökörmező, heute Міжгірья/Mischhirja      |
| Sugatag                                  | Aknasugatag, heute Ocna Șugatag          |
| Sziget                                   | Máramarossziget, heute Sighetu Marmației |
| Taracviz („Tereswa-Gewässer“)            | Taracköz, heute Тересва/Tereswa          |
| Técső                                    | Técső, heute Тячів/Tjatschiw             |
| Tiszavölgy („Theißtal“)                  | Rahó, heute Рахів/Rachiw                 |
| Visó                                     | Felsővisó, heute Vișeu de Sus            |
| Stadtbezirk (rendezett tanácsú város)    |                                          |
| Máramarossziget, heute Sighetu Marmației |                                          |

Die Orte Dragomirești, Ocna Șugatag, Sighetu Marmației und Vișeu de Sus liegen im heutigen Rumänien, die restlichen in der heutigen Ukraine.